# IC 3625
IC 3625 је елиптична галаксија у сазвјежђу Дјевица која се налази на листи објеката дубоког неба у Индекс каталогу.
Деклинација објекта је + 10° 58' 6" а ректасцензија 12h 39m 33,1s. Привидна величина (магнитуда) објекта IC 3625 износи 14,4 а фотографска магнитуда 15,4. IC 3625 је још познат и под ознакама CGCG 70-203, VCC 1799, NPM1G +11.0324, PGC 42364.